# NGC 1666
NGC 1666 ist eine Linsenförmige Galaxie vom Hubble-Typ SB0/a im Sternbild Eridanus am Südsternhimmel. Sie ist schätzungsweise 119 Millionen Lichtjahre von der Milchstraße entfernt und hat einen Durchmesser von etwa 50.000 Lichtjahren.

Im selben Himmelsareal befinden sich unter anderem die Galaxien NGC 1667, IC 394, IC 2101.
Das Objekt wurde am 1. November 1886 von dem US-amerikanischen Astronomen Lewis A. Swift entdeckt.